# Erwin Müller (Maler)
Erwin Müller (* 1893 in Reichenberg; † 1978 in Naumburg (Saale)) war ein deutschböhmischer Maler der Neuen Sachlichkeit. Er gehörte zur zweiten Generation der deutschsprachigen bildenden Künstler aus Böhmen, Mähren und Schlesien.

## Leben
Erwin Müller studierte an der bildenden Akademie in Wien. Er kam direkt nach dem Zweiten Weltkrieg nach Naumburg. 1946 nahm er an der ersten Nachkriegsausstellung „Naumburger Künstler“ teil. Bis 1958 arbeitete er freischaffend als Maler und Gebrauchsgraphiker. Zwei Jahre zuvor hatte die Grafik-Sektion des Verbandes Bildender Künstler versucht, Müller die Verbandsmitgliedschaft – und damit die Lebensgrundlage – zu entziehen, offiziell wegen des angeblich mangelnden Niveaus seiner grafischen Arbeiten. Hinzu kam, dass Müller sich dem zur DDR-Zeit allgemein erwarteten gesellschaftlichen Engagement verweigerte.
Im Ruhestand malte er zur Verbesserung seiner knappen finanziellen Lage gelegentlich schlichte ländliche Idyllen nach Postkartenmotiven sowie Porträts nach Fotos. All die Jahre von 1946 bis zu seinem Tod lebte und arbeitete er in einem Zimmer in Naumburgs Burgstraße in einer Wohnung, die er sich mit einer Familie teilen musste.
Erwin Müllers in der Tschechoslowakei der Zwischenkriegszeit begonnene Karriere endete mit dem Zweiten Weltkrieg und dessen Folgen. Ihm blieb als ausgesiedelter Sudetendeutscher mittleren Alters in der DDR ein künstlerischer Neubeginn versagt. Der Künstler fand weder im kollektiven Gedächtnis der Tschechoslowakei noch in dem der DDR einen Platz.

## Werk
Erwin Müllers einzige selbstständige Ausstellung in seiner Zeit als aufstrebender Künstler fand  im Jahr 1925 in Reichenberg statt.

„Die Mitmenschen betrachtet er [Müller] mit jenem Humor, der nicht verächtlich oder verletzend wirken, der nicht lächerlich machen, der vielmehr nach seiner Art in den Schwächen Merkmale des Lebens schildern will.“

Große Teile seiner Werke hat seine Freundschaft mit dem Tschechen Jaro Beran, dem ersten Direktor der Reichenberger Gemäldegalerie, nach dem Zweiten Weltkrieg vor der Vernichtung bewahrt. Und als Müller aus Reichenberg vertrieben wurde und Atelier und Wohnung eilig verlassen musste, überdauerten wohl nur 24 Bilder, die sich zu jener Zeit im Atelier des Bildhauers Theodor Malléner befanden; alles andere wurde offenbar vernichtet und zerstreut sowie das Geburtshaus abgerissen.
Im Jahr 2014 zeigte die Galerie in seiner Geburtsstadt Liberec (ehemals Reichenberg) erstmals seit Jahrzehnten die erste große Ausstellung mit Werken Müllers. Die Bilder stammen aus der Regionalgalerie Liberec und aus dortigen Privatsammlungen. Grundlage der Ausstellung war die mehrjährige Forschungsarbeit der Ausstellungskuratorin Anna Habánová. In Naumburg wurde diese Ausstellung in ähnlichem Umfang gezeigt.

## Ausstellungen
- 2016: Erwin Müller (1893–1978) – Die Wiederentdeckung eines vergessenen Malers. 28. August bis 12. November 2016; Galerie im Schlösschen, Naumburg (Saale); Ausstellung mit eigenem Katalog[4] – die Realisierung von Ausstellung und Katalog wurde vom Land Sachsen-Anhalt mit 13.500 Euro unterstützt.[5]
- 2014: 11. September bis 16. November 2014, Liberec. Katalog[6]
- 1946: Ausstellung „Naumburger Künstler“ in Naumburg, beteiligter Künstler
- 1925: Reichenberg

## Veröffentlichungen
- Katalog zur Ausstellung 2016 in Naumburg
- Erwin Müller – u příležitosti Výstavy Erwin Müller (1893–1978) konáne v Oblastní Galerii Liberec v dnech 11.9. – 16.11.2014, Technická Univerzita v Liberci, Oblastní Galerie Liberec. Anna Habánová. Překlad Anna Ohlidal, Petra Gardner. Liberec 2014, ISBN 978-80-7467-069-5, ISBN 978-80-7494-098-9, ISBN 978-80-87707-11-1. (Umfang 171 S., in Tschechisch und in Deutsch)[7]

sowie
- Kai Agthe: Genie der Alltagsmotive – Das Stadtmuseum Naumburg zeigt Werke des vergessenen deutschböhmischen Malers Erwin Müller, der nach 1945 ein stilles Dasein in der Domstadt fristete. In: Mitteldeutsche Zeitung, Halle (Saale), 7. November 2016, Seite 26
- Jana Kainz: Ein Künstler gibt Rätsel auf. In: Naumburger Tageblatt, 29. August 2016.